# Mario Bazina
Mario Bazina (Široki Brijeg, 8. rujna 1975.) umirovljeni je hrvatski nogometaš.
Započeo je karijeru u omladinskom pogonu kluba iz rodnog Širokog Brijega. Nakon toga slijedi mostarski Velež, pa splitski Hajduk. Međutim, nije se uspio nametnuti u seniore splitskog prvoligaša, pa je otišao u Siget, postavši igračem Hrvatskog dragovoljca. Tamo je bilježio vrlo dobre nastupe prije transfera u zagrebački Dinamo, prozvan je i najboljim igračem sezone 1998./99. Nakon dvije sezone, otišao je u inozemstvo, u redove austrijskog GAK-a. 
U Austriji je odmah došao do mjesta među prvih 11, te 2002. dobio i reprezentativni poziv za utakmicu s Walesom, gdje je u 61. minuti ušao umjesto Roberta Kovača. Kasnije ga se nije zvalo, iako je bio oko reprezentacije za vrijeme Zlatka Kranjčara. Posljednje sezone u GAK-u obilježio je sjajnim golgeterskim učinkom od 25 golova u sezonu i pol. Na polusezoni je otišao u bečki Rapid, gdje na početku nije potvrdio epitet najboljeg igrača austrijske lige u 2005. godini. Naredne sezone klub je završio pri dnu lige, s Bazinom i Matom Bilićem kao hrvatskim igračima. Uslijedilo je par poziva iz Hajduka, no Bazina ostaje do daljnjeg u Rapidu koji se vratio na vrh ligaške tablice.
Mario Bazina trenutno živi u Širokom Brijegu.
Statistika u Hajduku
| Natjecanje        | Nastupi | Zgoditci |
| ----------------- | ------- | -------- |
| Prvenstvo         | 0       | 0        |
| Kup               | 1       | 1        |
| Superkup          | 0       | 0        |
| Međunarodne       | 0       | 0        |
| Splitski podsavez | 0       | 0        |
| Ukupno            | 1       | 1        |
| Prijateljske      | 10      | 1        |
| Sveukupno         | 11      | 2        |

Prvi i jedini nastup u prvoj momčadi Hajduka bio mu je protiv Pomorca iz Kostrene, u kup utakmici 16. kolovoza 1995. Ušao kao zamjena Viku Laliću i postigao gol.

## Vanjske poveznice
- Profile on JadranSport.org  Arhivirana inačica izvorne stranice od 13. ožujka 2007. (Wayback Machine) (English)